# Lipariscus nanus
Lipariscus nanus är en fiskart som beskrevs av Gilbert, 1915. Lipariscus nanus ingår i släktet Lipariscus och familjen Liparidae. Inga underarter finns listade i Catalogue of Life.